# 博爾哈·伊格萊西亞斯
博爾哈·伊格萊西亞斯·金塔斯（西班牙語：Borja Iglesias Quintás，發音：[ˈboɾxajˈɣlesjas]；1992年5月11日—）是西班牙足球運動員，在場上的位置是前鋒。現效力於西甲球隊維戈塞爾塔。

## 俱樂部生涯

### 皇家貝提斯
2019年8月14日，伊格萊西亞斯以2800萬歐元的轉會費從西班牙人轉至西甲球隊皇家贝蒂斯，並簽下了為期五年的合約。

## 個人生活
伊格萊西亞斯的綽號是熊貓，來自饒舌歌手迪贊納的同名歌曲。

## 榮譽
貝迪斯
- 西班牙國王盃冠軍 : 2021–22賽季

 勒沃庫森
- 德甲冠軍：2023–24賽季[4]
- 德国足协杯冠軍：2023–24[5]

## 外部連結
- Soccerway資料庫：博爾哈·伊格萊西亞斯